# Lista över alumner från Umeå universitet
Det här är en lista över kända personer som studerat eller verkat vid Umeå universitet. Se även lista över rektorer för Umeå universitet.

## Idrottare
| Namn               | Sysselsättning | Ort        | Övrigt                      |
| ------------------ | --- | ---------- | --------------------------- |
| Anna Sjöström      | f.d fotbollsspelare i Umeå IK och Sveriges damlandslag i fotboll                                                    |            |                             |
| Daniel Rickardsson | Längdskidåkare |            | OS-guldmedaljör 2010        |
| Erik Forssell      | Ishockeyspelare | Skellefteå |                             |
| Frida Östberg      | f.d fotbollsspelare i Umeå IK och Sveriges damlandslag i fotboll                                                    |            |                             |
| Helena Jansson     | Orienterare |            | Världsmästare 2009 och 2011 |
| Hanna Ljungberg    | f.d fotbollsspelare i Umeå IK och Sveriges damlandslag i fotboll                                                    |            |                             |
| Karolina Westberg  | f.d fotbollsspelare i Umeå IK och Sveriges damlandslag i fotboll                                                    |            |                             |
| Malin Moström      | f.d fotbollsspelare i Umeå IK och Sveriges damlandslag i fotboll                                                    |            |                             |
| Tor Troéng         | f.d. MMA-utövare, forskningsassistent vid Institutionen för matematik och matematisk statistik vid Umeå universitet |            |                             |

## Kulturpersoner
- Susanna Alakoski – författare[1]
- Birgitta Egerbladh – dansare, koreograf och kompositör
- Anneli Furmark – konstnär, serietecknare[2]
- Staffan Ling – skådespelare, programledare m.m.[3]
- Kay Pollak – filmregissör[4]
- Frida Selander – musiker
- Peder Stenberg – sångare i Deportees[5]
- Knutte Wester – konstnär[6]

## Mediapersoner
- Martin Emtenäs – programledare i SVT
- Staffan Ling – programledare
- Erik Niva – sportjournalist
- Nicke Nordmark – journalist på SVT
- Beppe Starbrink – programledare i SVT

## Näringslivspersoner
- Lars Pettersson – CEO på Bisnode
- Wilhelm Geijer – VD för Öhrlings PricewaterhouseCoopers
- Helena Helmersson - VD för H&M Group
- Jon Abrahamsson Ring - VD för Inter Ikea

## Politiker
- Stefan Attefall – (kd), riksdagsledamot, bostadsminister
- Ibrahim Baylan – (s), riksdagsledamot, f.d. skolminister, f.d. partisekreterare
- Lennart Degerliden – (fp), kommunalpolitiker, ersättare i riksdagen
- Thomas Hartman – (s), landstings- och regionpolitiker i Västerbotten, pressekreterare vid utrikesdepartementet
- Solveig Hellquist – (fp), riksdagsledamot, ordförande Liberala kvinnor
- Thomas Idergaard – f.d. Muf-ordförande
- Amanda Lind – (mp), kultur- och demokratiminister, kommunalpolitiker
- Helena Lindahl – (kd), riksdagspolitiker
- Stefan Löfvén – (s), statsminister, partiledare
- Sture Nordh – f.d. studentpolitiker, TCO-ordförande
- Anders Sellström – (kd), riksdagspolitiker, EU-parlamentariker
- Anna Sjödin – f.d. SSU-ordförande
- Anders Sundström – (s), f.d. kommunalråd, riksdagsledamot, minister
- Sören Wibe – f.d. professor i skogsekonomi, riksdagsledamot [s], EU-parlamentariker (s), ordförande Junilistan

## Övriga
| Namn           | Sysselsättning       | Ort | Övrigt |
| -------------- | -------------------- | --- | ------ |
| Bi Puranen     | Författare, forskare |     |        |
| Frida Berglund | Bloggare             |     |        |
| Henry Ohlsson  | Vice riksbankschef   |     |        |
| Lars Lagerbäck | Fotbollstränare      |     |        |